# Límite de Hayashi

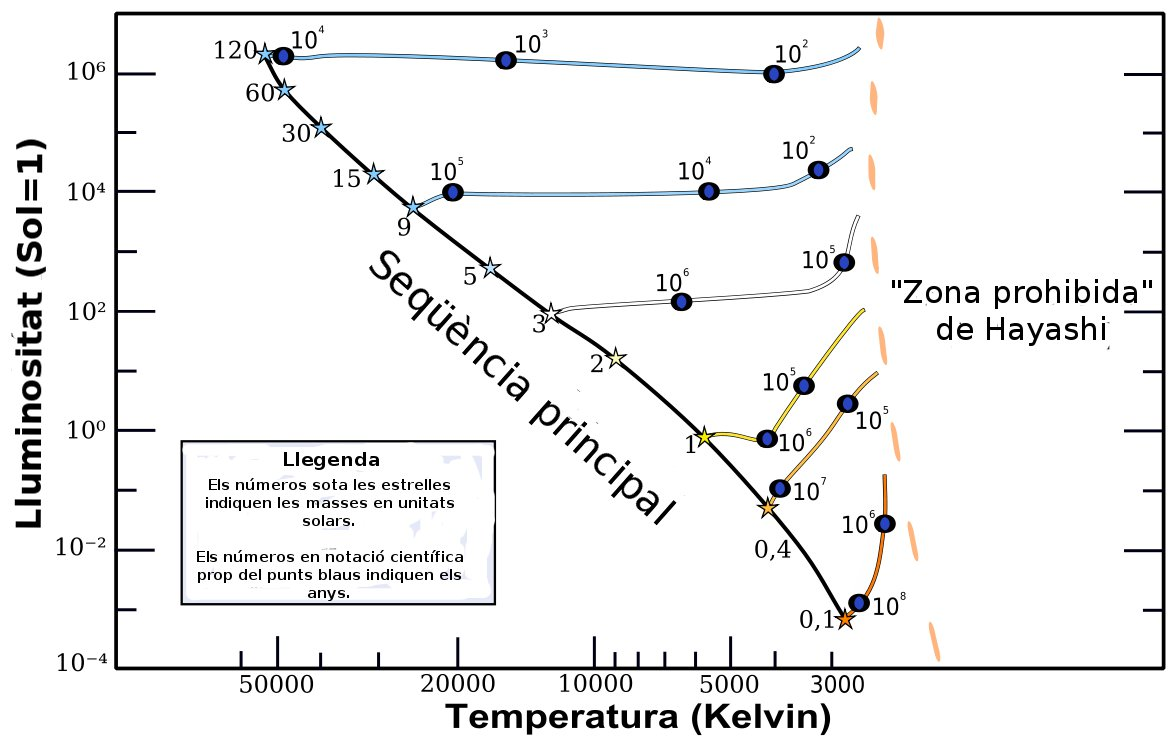
Grafica del límite de Hayashi

El límite de Hayashi refiere al radio máximo de una estrella según su masa. Cuando una estrella se encuentra completamente dentro del equilibrio hidrostático, condición en la que la fuerza centrípeta de la gravedad está equilibrada por la presión centrífuga del gas, entonces no puede exceder el radio definido por el límite de Hayashi. Esto tiene importantes consecuencias en la evolución estelar, sea durante el período inicial de contracción o posteriormente cuando la estrella ha consumido la mayor parte del hidrógeno combustible mediante fusión nuclear.
Un diagrama de Hertzsprung-Russell muestra un gráfico de la superficie de la estrella relacionando temperatura con luminosidad. Sobre este diagrama, el límite de Hayashi aparece como una línea casi vertical aproximadamente a 3,500 K. Estrellas de temperatura baja siempre son totalmente convectivas, y los modelos de estructura estelar para estrellas totalmente convectivas no brindan una solución a la derecha de esta línea, donde una estrella se encuentra en equilibrio, con menores temperaturas superficiales. En consecuencia las estrellas están limitadas a permanecer a la izquierda de este límite durante todos los períodos en los que están en equilibrio hidrostático, y la región a la derecha de la línea forma una especie de «zona prohibida». Nótese, sin embargo, que existen excepciones al límite de Hayashi, entre las que se encuentran protoestrellas en colapso, así como estrellas con campos magnéticos que interfieren en el transporte interno de energía a través de la convección.
Las gigantes rojas son estrellas que han expandido su envoltura exterior a fin de soportar la fusión nuclear del helio. Tal circunstancia las mueve arriba y a la derecha del diagrama. Sin embargo, sufren la restricción impuesta por el límite de Hayashi y no pueden expandirse más allá de cierto radio.

El límite de Hayashi recibe su nombre de Chushiro Hayashi, un astrofísico japonés.